# Puig Gros (Cruïlles, Monells i Sant Sadurní de l'Heura)
El Puig Gros és una muntanya de 466 metres que es troba al municipi de Cruïlles, Monells i Sant Sadurní de l'Heura, a la comarca catalana del Baix Empordà.